# Cal Rei (Girona)
Cal Rei o Can Bert és una masia de Campdorà, al municipi de Girona, inclosa a l'Inventari del Patrimoni Arquitectònic de Catalunya.

## Descripció
És una masia de diferents cossos annexionats, de composició diversa. Té obertures de pedra, amb barreja de finestres de modillons i de llinda planera. Del conjunt, cal ressaltar la pallissa situada a l'entrada de l'era. És una nau amb un arc de punt rodó, amb una lesió lleu a la clau, amb una finestra petita al darrere i teulat de teules àrabs a dues aigües i amb carener perpendicular a façana.
La masia està situada com a mur de contenció de terres i així forma dues terrasses naturals. L'entrada està en la més elevada.